# Cuadro Ortega
Pour les articles homonymes, voir Ortega.
Cuadro Ortega est une localité rurale argentine située dans le département de Rivadavia, province de Mendoza. Elle est située à 2 kilomètres à l'ouest de la localité de La Florida, avec laquelle, selon l'Institu national de statisques d'Argentine en 2001, elle formait une seule localité. La chapelle Gargantini s'y trouve.
Elle dispose d'une délégation territoriale de la Centrale des Travailleurs Argentins.